# Indiana Jones și ultima cruciadă
Indiana Jones și ultima cruciadă (1989) (denumire originală Indiana Jones and the Last Crusade) este un film de aventuri - acțiune american regizat de Steven Spielberg. Este al treilea film din franciza Indiana Jones.

## Povestea
În 1912, Indiana Jones, în vârstă de 13 ani, este împreună cu trupele Cercetașilor în Utah. El descoperă într-o peșteră mai mulți jefuitori care au găsit o cruce despre care se crede că aparținea lui Coronado. Indiana fură crucea de la aceștia. În timp ce este urmărit, Indiana se ascunde într-un tren care transporta recuzita unui circ. Deși scapă din mâinile acestora, jefuitorii se duc la șerif care îl forțează pe Indiana să le înapoieze obiectul. Între timp, tatăl său, Henry Jones, Sr., lucrează la cercetările sale privind Sfântul Graal, notând cu meticulozitate într-un jurnal. Conducătorul jefuitorilor, îmbrăcat asemănător cu viitoarea costumație a lui Indiana, impresionat de tenacitatea tânărului Indiana îi dă fedora sa și îl încurajează.  

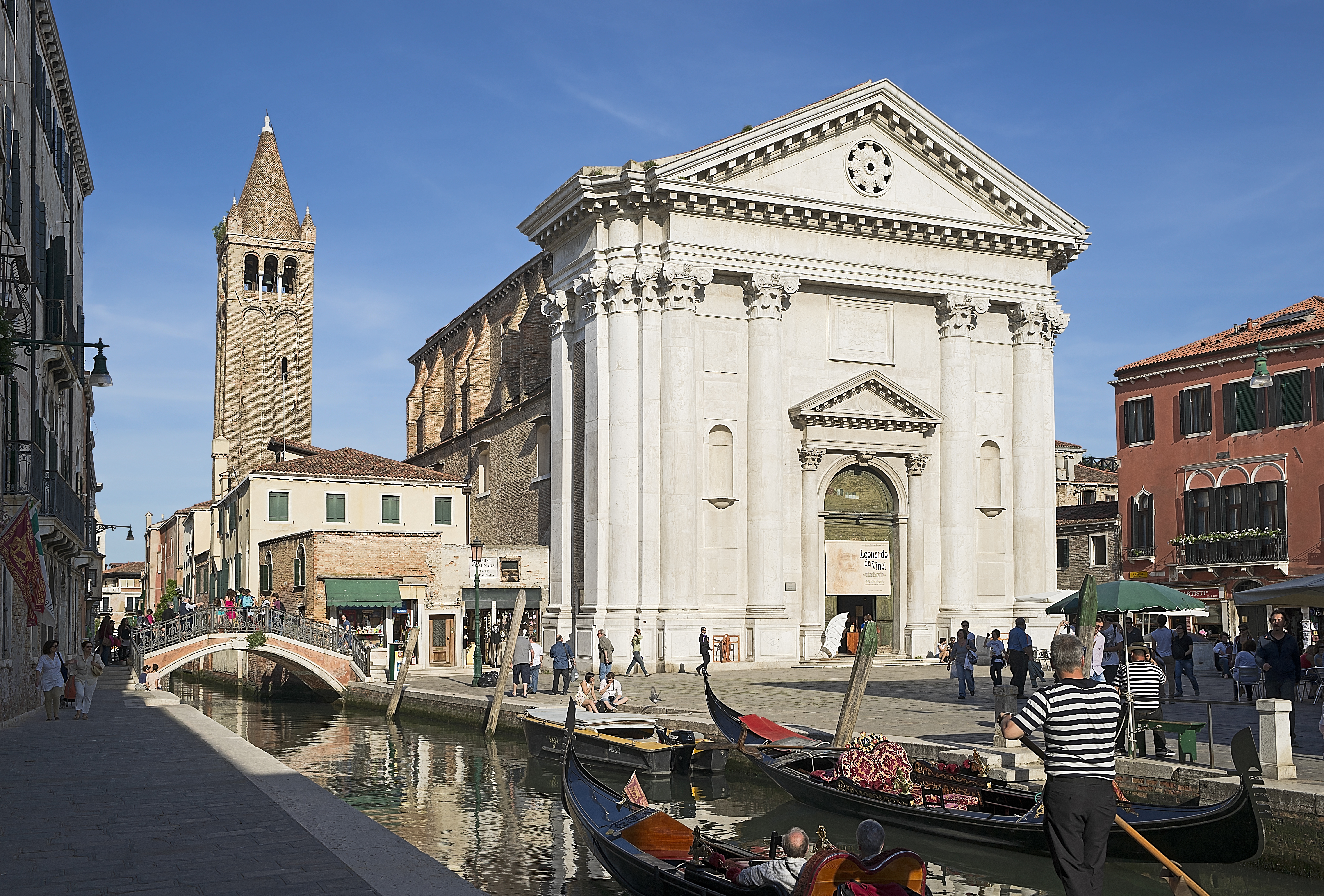
Biblioteca din film în realitate este Biserica San Barnaba din Veneția

În 1938, după ce recuperează crucea lui Coronado și i-o donează muzeului lui Marcus Brody, Indiana este dus de trei bărbați dintr-o mașină la Walter Donovan, care îl informează că tatăl lui Indiana a dispărut fără urmă în timp ce căuta Sfântul Graal pe baza unei inscripții incomplete. Indiana primește un pachet prin poștă care conține jurnalul tatălui său cu însemnările sale. Dându-și seama că tatăl său nu s-ar fi despărțit de jurnal și nu l-ar fi trimis decât dacă era în pericol, Indiana și Marcus merg la Veneția unde se întâlnesc cu colega lui Henry, Dr. Elsa Schneider. Sub biblioteca în care tatăl său a fost văzut ultima oară, Indiana și Elsa descoperă catacombe pline de șobolani și mormântul unui cavaler care a participat la Prima Cruciadă, de asemenea pe scutul acestuia există o versiune completă a inscripției pe care o folosise, aceasta dezvăluind locul în care se află Sfântul Graal. Cei doi fug în momentul în care catacombele care conțineau petrol sunt incendiate de Frăția care proteja Sfântul Graal. Indiana și Elsa sunt urmăriți apoi de Frăție pe șalupe și în cele din urmă îl prind pe Kazim, șeful acestei societății secrete. După ce Indiana se convinge de intențiile sale legitime, îl eliberează pe Kazim care îi spune că Frăția apără Sfântul Graal de rele intenții și că tatăl lui Indiana, Henry, a fost răpit și se află în Castelul Brunwald aflat pe frontiera germano-austriacă.

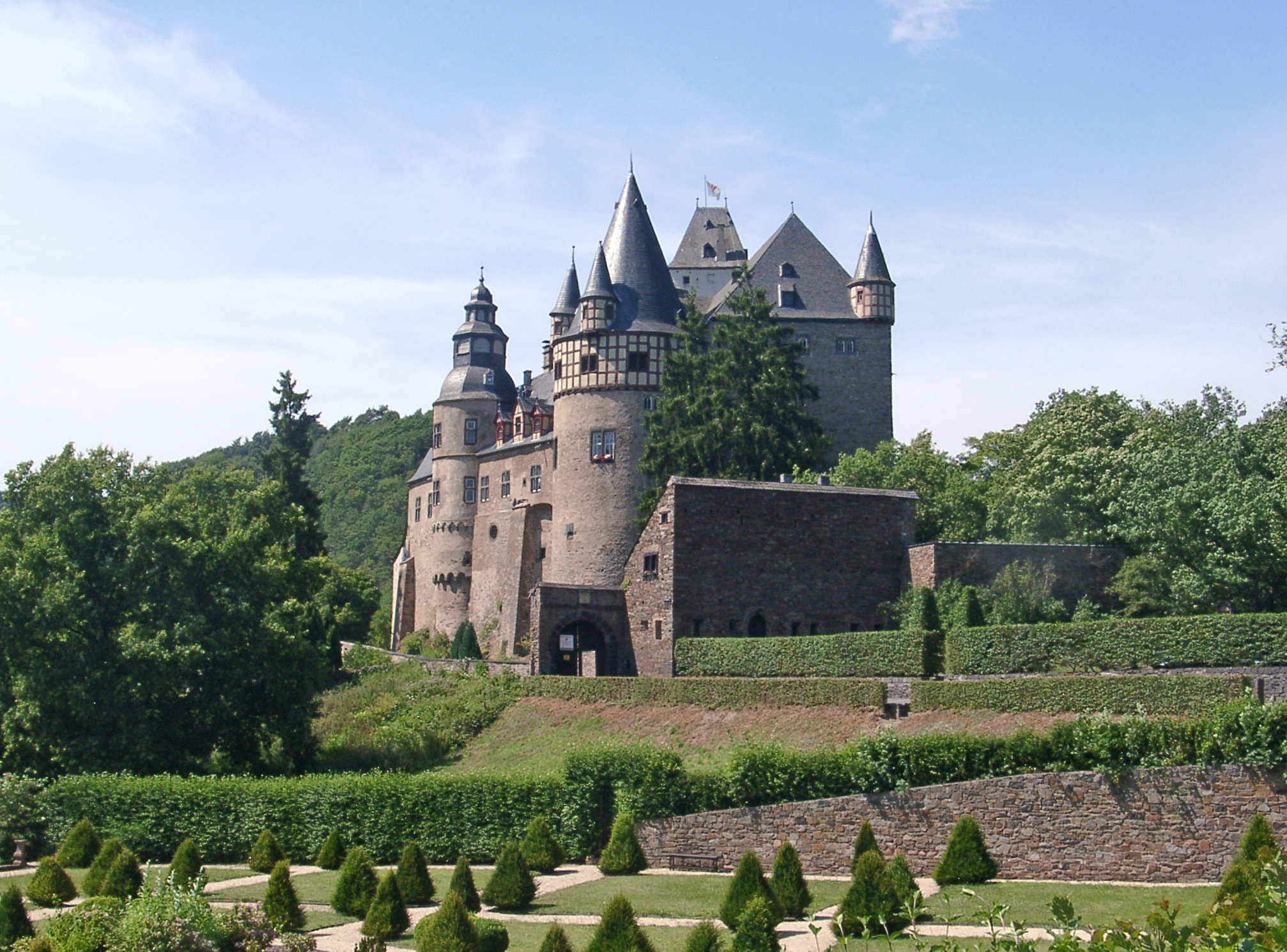
Castelul Bürresheim din Mayen, Germania a servit drept Castelul Brunwald din Austria

Indiana se strecoară în Castel și-l găsește pe tatăl său, dar descoperă că Elsa și Donovan colaborează cu naziștii în speranța că Indiana le va descoperi locul în care se află Sfântul Graal. Naziștii îl prind pe Marcus, care călătorea spre Hatay, Turcia cu o hartă pe care Henry desenase drumul spre Sfântul Graal, dar punctul de plecare (Alexandretta) nu era specificat. Cei doi Jones evadează din castel și se duc la Berlin unde recuperează jurnalul de la Elsa, Indiana primind pe jurnal un autograf de la Adolf Hitler, fiind la un pas de a fi arestat. Indiana și cu tatăl său se urcă într-un zeppelin și reușesc să scape din Germania. Se întâlnesc apoi cu Sallah în Hatay, unde își dau seama că Marcus a fost răpit de naziști care sunt deja în drum spre locul unde se află Sfântul Graal. Cu ajutorul Frăției, cei doi Jones urmăresc și atacă convoiul nazist și-l salvează pe Marcus. Dar Donovan și Elsa își continuă drumul spre Canionul Semilunii, locul unde se află Sfântul Graal.
Indiana, Henry, Marcus și Sallah își dau seama că naziștii nu sunt în stare să treacă de cele trei capcane puse în calea celor care caută Sfântul Graal. După ce cei patru sunt descoperiți și prinși, Donovan îl împușcă mortal pe Henry, obligându-l pe Indiana să aducă Sfântul Graal pentru ca puterile vindecătoare ale acestuia să-l salveze pe tatăl său. El trece de capcane pe baza informațiilor din jurnalul tatălui său, în timp ce Donovan și Elsa îl urmăresc îndeaproape. Indiana ajunge într-o cameră în care se afla de 700 de ani în viață ultimul Cavaler, nemuritor din cauza puterii Sfântului Graal. În cameră sunt zeci de cupe, așa că bătrânul Cavaler le spune să aleagă cu înțelepciune, pentru că cel care va bea apă cu pocalul greșit va îmbătrâni brusc și va muri. Exact ceea ce se întâmplă cu Donovan căruia Elsa îi alege cel mai strălucitor pocal. Indiana, dându-și seama că pocalul a fost făcut pentru Iisus, un tâmplar umil și nu pentru un rege bogat și trufaș, alege corect cupa. El ia apă cu acest pocal și vindecă rana tatălui său. Cavalerul le spune că puterea nemuririi pe care o dă pocalul are efect numai în acest loc, până la marele sigiliu de pe podeaua templului. Elsa nu e de acord și încearcă să iasă cu pocalul afară ceea ce face ca bucăți din Templu să se prăbușească. Elsa încearcă să ia pocalul dintr-o fisură, dar nu reușește și cade în abisuri unde moare. La fel încearcă și Indiana să-l ia, dar tatăl său îi spune să-l lase ca să scape cu viață. În cele din urmă cei doi Jones, Marcus și Sallah scapă din templul care se prăbușește, în timp ce cavalerul îi urmărește știind că misiunea sa s-a terminat. Cei patru călăresc apoi spre ieșirea din canion prin apusul de soare.

## Distribuția
- Harrison Ford este Dr. Indiana Jones
- Sean Connery este Profesorul Henry Jones
- Denholm Elliott este Dr. Marcus Brody
- Alison Doody este Dr. Elsa Schneider
- John Rhys Davies este Sallah
- Julian Glover este Walter Donovan
- River Phoenix este Indiana Jones (la 13 ani)
- Michael Byrne este colonelul SS (SS-Standartenführer) Ernst Vogel
- Kevork Malikyan este Kazim, conducătorul Frăției care apără Sfântul Graal
- Robert Eddison este Cavalerul Sfântului Graal
- Vernon Dobtcheff este Majordomul de la Castelul Brunwald.

## Vezi și
- Listă de filme științifico-fantastice, fantastice și de groază despre cel de-al Doilea Război Mondial
- Listă de filme produse de Paramount Pictures
- Lista filmelor cu cele mai mari încasări
- Listă de filme VistaVision
- Listă de filme fantastice din anii 1980
- Listă de filme de acțiune din anii 1980
- Listă de filme de aventură din anii 1980
- Listă de filme americane din 2008
- Listă de serii cu patru filme